# Loxofidonia nigrozonaria
Loxofidonia nigrozonaria là một loài bướm đêm trong họ Geometridae.